# Hollandse Nieuwe

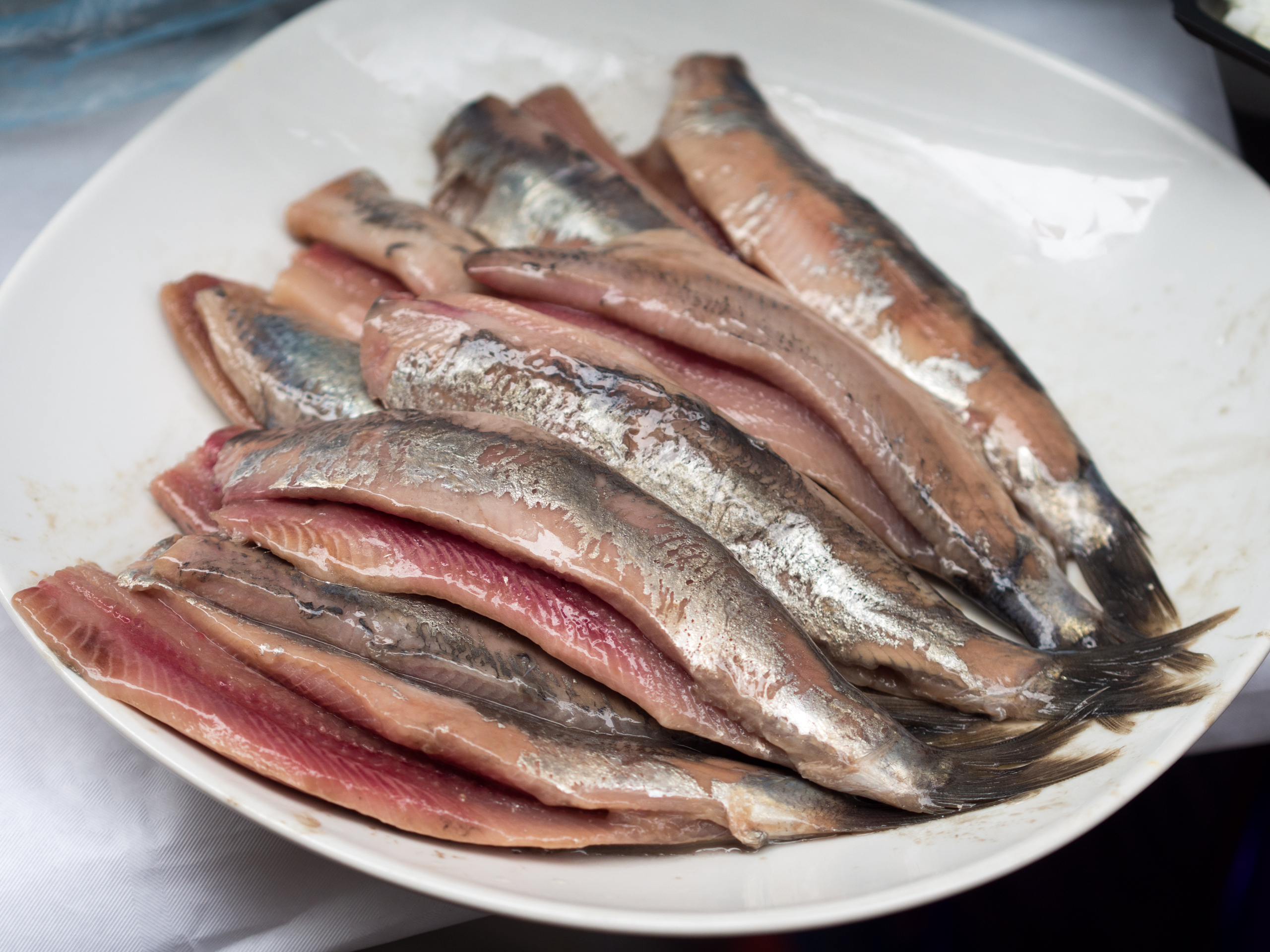
Bord met pas schoongemaakte haring

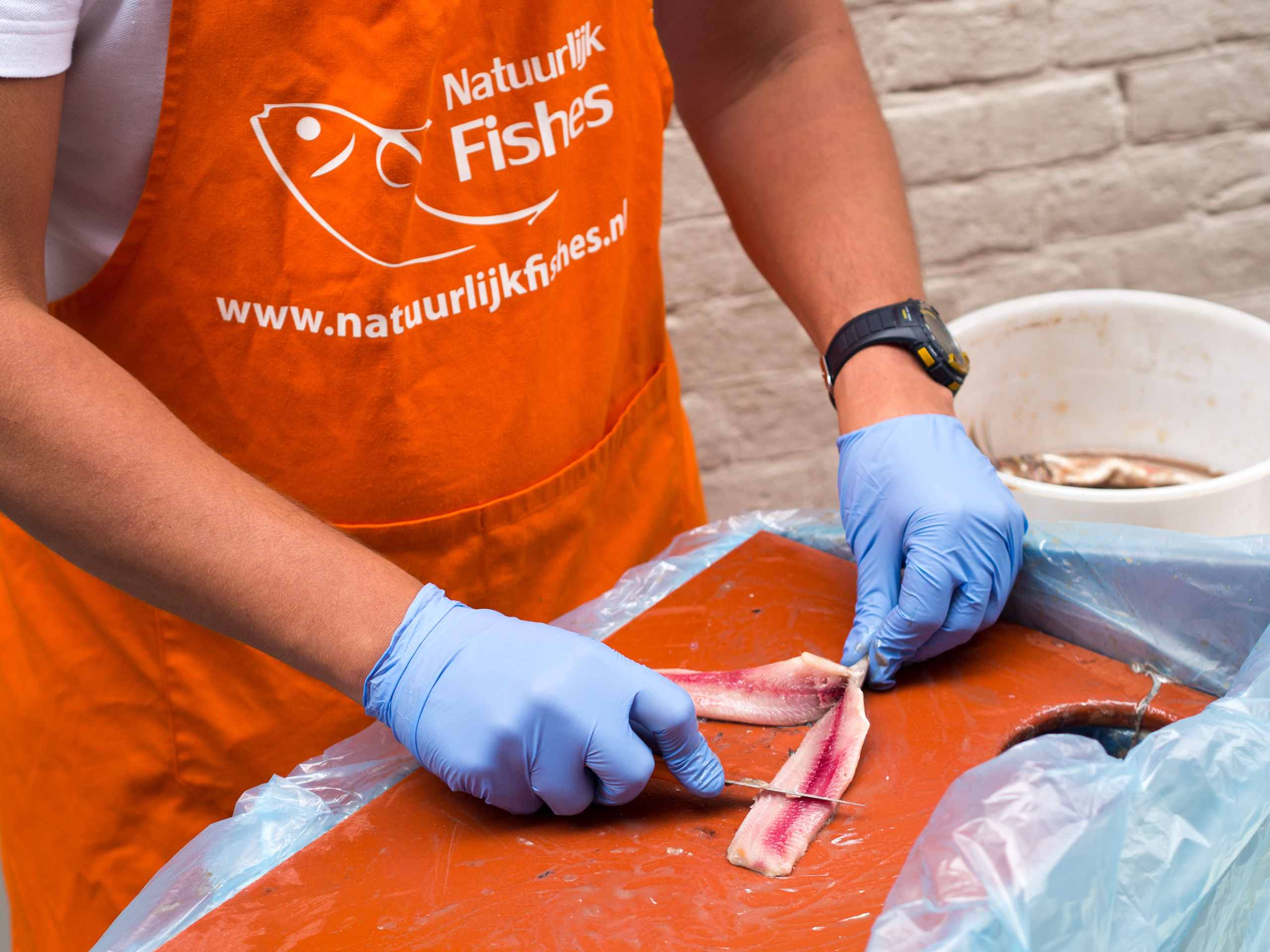
Haring wordt met een mesje schoongemaakt en ontdaan van de graat

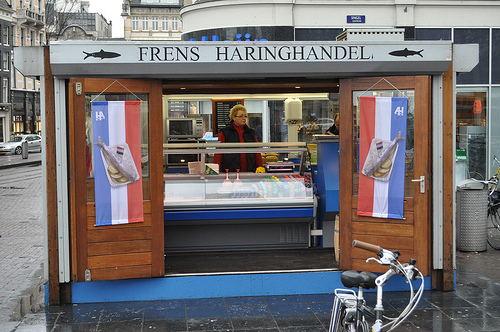
Haringstal op het Koningsplein in Amsterdam

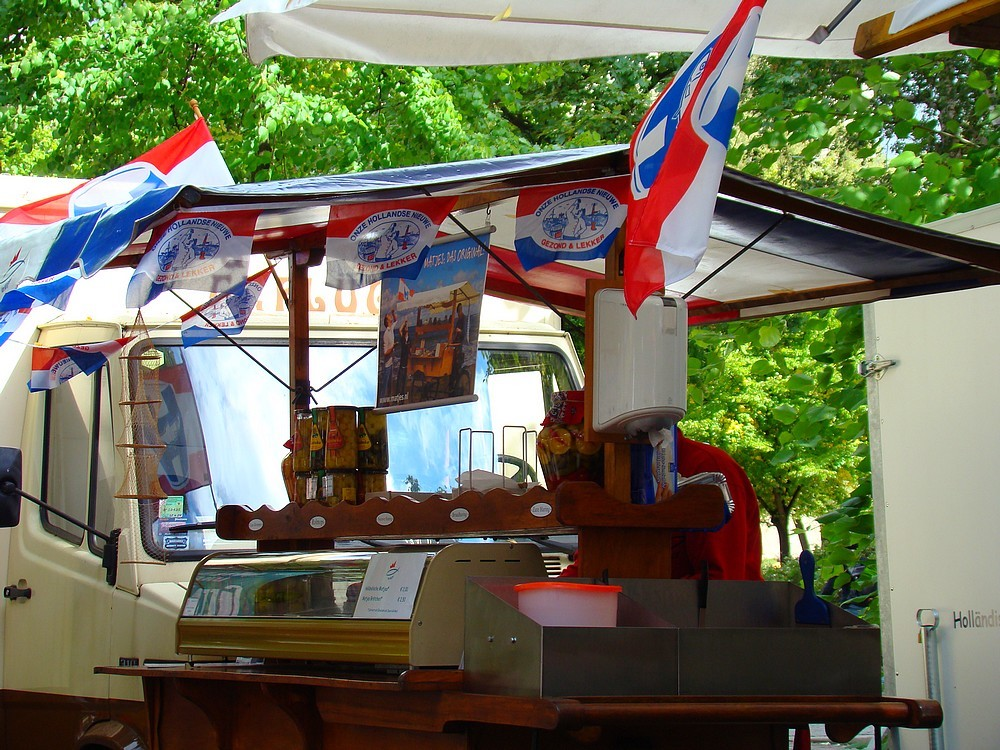
Haringstalletje in Berlijn

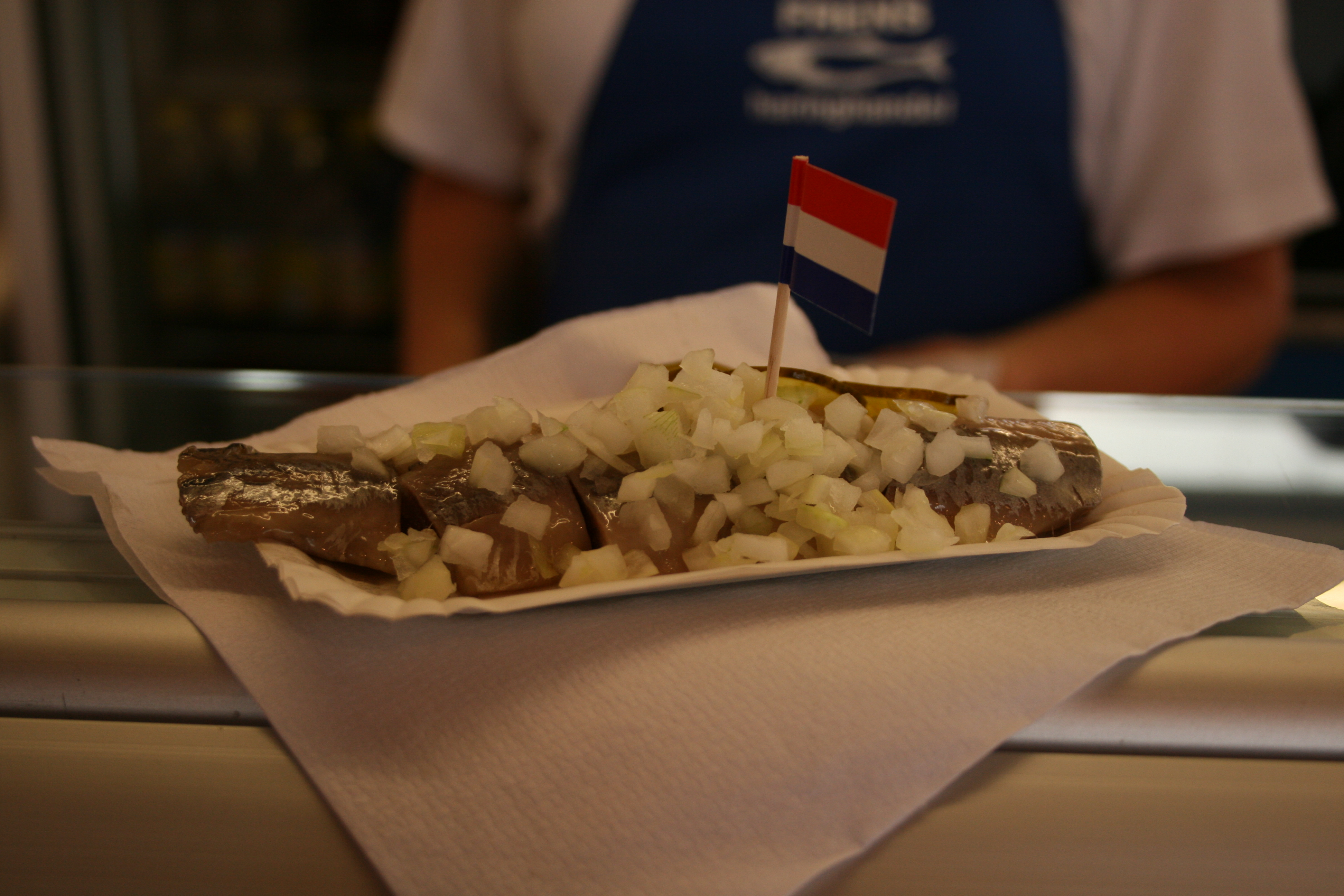
Hollandse Nieuwe met uitjes

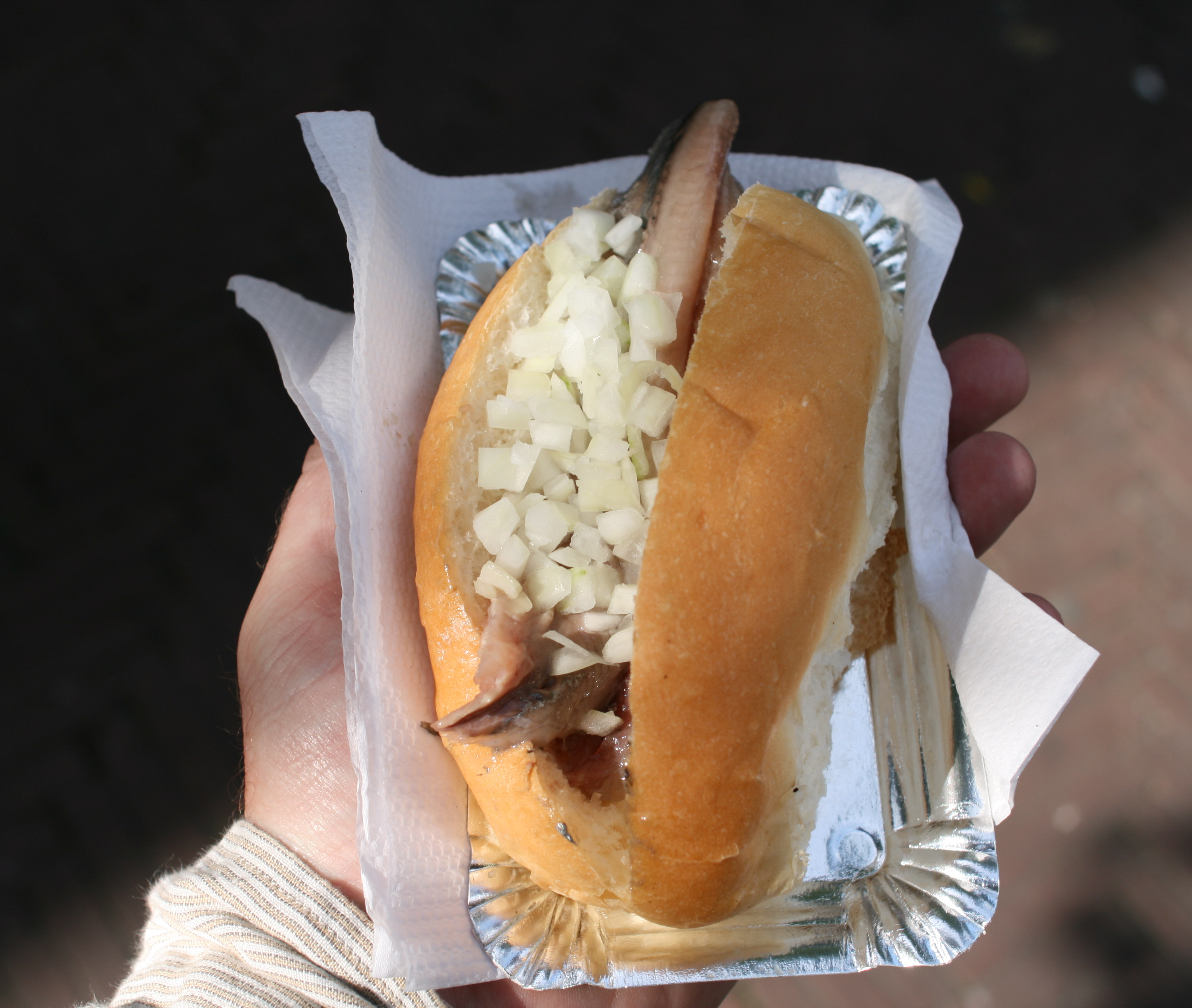
Broodje haring

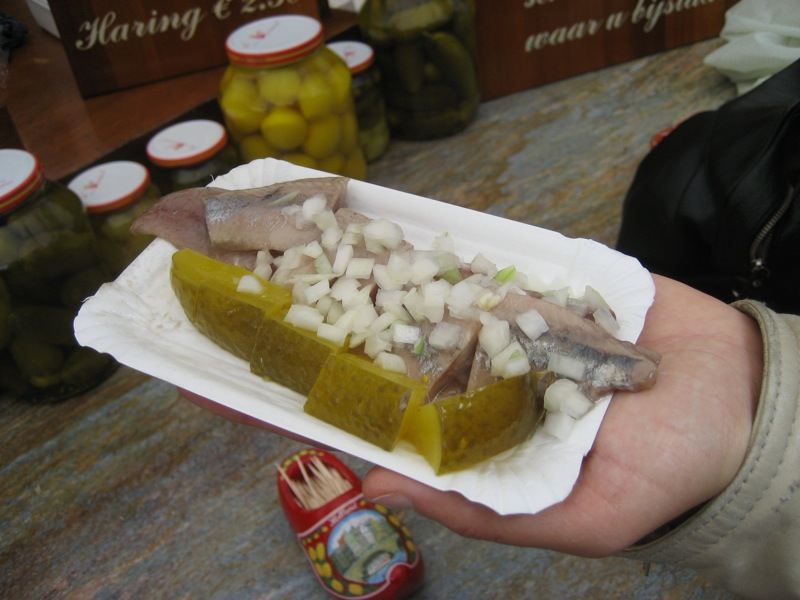
Haring met zuur en uitjes

Hollandse Nieuwe is de Nederlandse benaming voor haring, die in een bepaalde periode van het jaar gevangen en verkocht wordt. Deze wordt ook onder de benaming Hollandse maatjesharing verkocht. De benaming maatjesharing is een verbastering van maagdenharing (maagd in de zin dat de geslachtsrijpe mannelijke vis in deze periode van de cyclus nog geen hom bevat en de vrouwelijke vis geen kuit). Het is een hardnekkig misverstand dat maatjesharing later in het jaar verkocht zou worden dan Hollandse nieuwe.

## Kenmerken
Hollandse Nieuwe is een gegarandeerde traditionele specialiteit, dat is een binnen de Europese Unie tegen namaak beschermd streekproduct.
Citaten uit het productdossier:
De term „Hollandse Nieuwe” is een begrip in Nederland, een oude traditionele benaming die uitsluitend mag worden gebruikt voor het traditionele product dat in de periode van 1 mei tot en met 31 augustus van het lopende kalenderjaar wordt gevangen en in de periode van 1 mei tot en met 30 september van datzelfde kalenderjaar onder die benaming mag worden verkocht.
De benaming „Hollandse maatjesharing” wordt beschouwd als verzamelnaam waarmee het traditionele product, gevangen in de periode van 1 mei tot en met 31 augustus, zijnde het vangstseizoen, wordt beschermd. De „Hollandse maatjesharing”/„Holländischer Matjes” mag onder die benaming zowel voor als na 31 augustus van het vangstseizoen worden verkocht.
Deze benamingen zijn beschermd. Bij overtreding kan de NVWA sancties opleggen.
Hierbij geldt dat voor de benaming de datum van 30 september hard vastligt, maar de start (begin juni tot half juni) bepaald wordt door het Nederlands Visbureau. Hier vindt de beoordeling plaats wanneer de haring in voldoende aantallen aan de in het productdossier genoemde kenmerken voldoet, en het haringseizoen dus kan beginnen. 
De vissen moeten geslachtsrijp zijn (dat is bij haringen minstens 3 jaar oud; in de Noordzee wordt haring tot 10 jaar oud gevangen), het vetpercentage moet hoog zijn (dus niet te vroeg in het vangstseizoen gevangen), en er mogen nog geen hom en kuit  aanwezig zijn (dus niet te laat in het vangstseizoen gevangen). Deze eisen, en de manier waarop dit wordt vastgesteld, zijn vastgelegd in het productdossier.
Op basis van de verwachtingen hoe het haringseizoen zich ontwikkelt, en wanneer de haringen van de juiste kwaliteit in voldoende aantallen om de markt gebracht kunnen worden, wordt de startdatum van de verkoop van de Hollandse nieuwe bekend gemaakt door het Nederlands Visbureau. Dit gebeurt ruim van tevoren, zodat iedereen zich kan voorbereiden. Daarbij kan het gebeuren dat de startdatum door de omstandigheden van dat jaar wat naar achter geschoven moet worden. Het gaat immers om een natuurproduct. Dit is bijvoorbeeld in 2023, 2015 en in 2013 gebeurd.
Van de totale vangsthoeveelheid Noordzeeharing van 396.556 ton (2023) wordt ca. 25.000 ton tot Hollandse Nieuwe verwerkt, in totaal 180 miljoen haringen. De overige vangst wordt geen Hollandse Nieuwe of maatjesharing, maar verwerkt tot rolmops, zure haring, zoute haring en dergelijke. Van de totale hoeveelheid Noordzeeharing blijft iets minder dan de helft in Nederland, en wordt 50% naar Duitsland en 7,5% naar België geëxporteerd.

## Cyclus van de haring
Het vangstseizoen is hierbij van essentieel belang. Elk jaar doorloopt de haring dezelfde cyclus. In de wintermaanden eet de vis niet en vermagert, maar in het voorjaar wanneer het water weer warmer wordt, begint plankton (het voedsel van de haring) te groeien en raakt het vetgehalte van de vis door het toenemende voedselaanbod geleidelijk weer op peil. De haring gaat in grote scholen op zoek naar plankton om zich vanaf begin april tot half mei vet te eten en dan groeit het vetgehalte in korte tijd tot boven de 20 procent. Een kwart van zijn gewicht kan uiteindelijk uit vet bestaan. In mei, als de haring een vetpercentage van ongeveer 16 procent heeft bereikt, begint de jaarlijkse periode waarin op maatjesharing wordt gevist. Die duurt doorgaans tot juli. Vanaf juli tot en met oktober vormt de haring hom of kuit, die in december wordt afgezet. De bevruchting vindt buiten de vis om plaats in zee.

## Verwerking
Haring mag Hollandse Nieuwe heten als de vis voldoende vet is, en op de traditionele Hollandse manier gekaakt, gezouten en gerijpt is. (Kaken is de traditionele manier, bij ontkoppen wordt met computergestuurde machines gekaakt én ontkopt.) Daarbij komt nog dat de haring, zoals iedere vis bestemd voor rauwe consumptie, diepgevroren moet worden, bij een temperatuur niet boven de -20 graden gedurende 24 uur.
Het rijpingsproces duurt minstens 1 dag en maximaal zeven dagen bij een temperatuur 0-4 °C. Enzymen uit de alvleesklier en zout spelen een grote rol bij het rijpen van gekaakte haringen en zijn uiteindelijk bepalend voor de smaak.

## Zouten en invriezen
Sinds 1968 is er een wettelijke plicht om de haring in te vriezen. De kans op besmetting met de haringworm, een parasiet voor haring, is namelijk groot. Daarvoor werd de haring altijd aan boord gekaakt en zwaar gezouten. Dit was de enige manier om de haring langer houdbaar te maken. Voor consumptie moest de haring dan weer worden geweekt in water. Sinds de verplichting van het invriezen kon de haring lichter worden gezouten, en is zwaar gezouten haring in Nederland snel uit de gratie geraakt. Door het invriezen van de haring kan de vangst van 6 weken het hele jaar door geconsumeerd worden zonder veel kwaliteitsverlies.
De gezouten haringen werden in een houten vat bewaard. Om het vele zout en daardoor de tranigheid van de haring te verhullen, werd de vis met een gesnipperd uitje gegeten. (Deze visie wordt door de culinaire journalisten Adriaan de Boer en Wouter Klootwijk in hun boek "Haring en zijn maatjes" bestreden. Het wordt door sommige mensen gewoon lekkerder gevonden, stellen zij.)
Sommige vishandelaars behandelden de haringen ook nog met melk om het zout te neutraliseren. Naarmate de tijd verstreek werd de smaak van gekaakte haring steeds zouter, totdat deze na ongeveer een jaar niet meer eetbaar was. Vandaar dat de komst van nieuwe haring welkom was en gevierd werd: de smaak was nog nauwelijks aangetast door het zout.

## Noorse, Deense en Schotse haring
De sluiting van de Noordzee voor de haringvisserij in 1977 noopte Nederlandse vissers en handelaren de bakens te verzetten. Een enkeling beproefde zijn geluk in de Ierse Zee, in de hoop er haring aan te treffen die te vergelijken was met die uit de Noordzee. Denemarken bleek een geschikter alternatief. Deense vissers visten in het Skagerrak op haring die sterk leek op de ‘Hollandse’ maatjesharing. Een aantal vissers en inkopers van verwerkende bedrijven uit Nederland vestigde zich in het noorden van Jutland. De Denen eten geen Hollandse Nieuwe, haring wordt in Denemarken op een andere manier bereid. Nederlandse bedrijven benutten hun kennis ter plaatse en voerden de kaaktechniek in. In 2017 komt 65% uit Noorwegen, 30% uit Denemarken en 5% van elders. Daarnaast hebben Nederlandse bedrijven hun werkterrein in Denemarken en Schotland.

## Voedingsstoffen
Per 100 gram bevat haring gemiddeld de volgende voedingsstoffen:
- 16 gram vet
- 18 gram proteïne
- een reeks vitaminen: A1, B1, B2, B6, B12, C, D en E

De calorische waarde van haring is ongeveer 222 kcal / 932 kJ per 100 gram, een enkele schoongemaakte haring weegt gewoonlijk 60-70 gram.
Het vetgehalte varieert en hangt mede af van het moment van de vangst. Een maatjesharing bevat ongeveer 16 procent vet, maar 22 procent of meer is geen uitzondering. Het vet van de haring bestaat voor een belangrijk deel uit onverzadigde omega 3-vetzuren. Deze vetzuren verlagen het cholesterolgehalte in het bloed en verlagen het risico op hart- en vaatziekten. Ook vroeger was bekend dat haring goed voedsel was, onder meer in de uitdrukking ‘Haring in het land, dokter aan de kant’.

## Hollandse Nieuwe in de Nederlandse cultuur

### Vlaggetjesdag
Vlaggetjesdag was van oorsprong de dag waarop vissersschepen met vlaggetjes versierd in de haven lagen op de zaterdag, vóórdat de eerste schepen uitgingen om op haringvangst te gaan.
Later werd niet het uitvaren voor de haringvangst, maar de komst van de Hollandse Nieuwe de reden om het Scheveningse havengebied en de enkele daar nog liggende schepen op te sieren.
De traditie van de introductie van de 'Hollandse Nieuwe' op de markt is te vergelijken met de jaarlijkse introductie van de Beaujolais primeur in Frankrijk.

### Haring- en bierfestival(vanaf 2025 sHaring the City)
Ook in Vlaardingen wordt de Hollandse Nieuwe feestelijk binnengehaald. Dit gebeurt tijdens het Haring- en bierfestival, een stadsfeest rondom de Vlaardingse Haven. De haring wordt hier binnengehaald voor de deur van het Museum Vlaardingen. Ook is er een braderie en zijn er diverse optredens. Dit festival gaat vanaf 2025 verder als sHaring the City. Het festival vindt vanaf dat jaar tevens niet meer plaats in de binnenstad van Vlaardingen, maar in de buitenhavens.

### Haringparty’s
Haringparty’s genieten een bepaalde mate van populariteit. Dit zijn veelal netwerkevenementen, met aanwezigheid van de grotere plaatselijke bedrijven, waar ook geld voor goede doelen wordt ingezameld.

### Koninginneharing
Rond half juni is de haring het vetst en dus het best geschikt voor maatjesharing. Maatjesharing die volgens de rijkskeurmeester van de allerbeste kwaliteit was ontving het predicaat ‘Koninginneharing’. Deze haring werd door de schipper van het Nederlandse schip dat de haring aanvoerde, of bij afwezigheid door zijn vrouw, aangeboden aan de koningin. Aan deze oude traditie is in 2001 een eind gekomen doordat Hollandse Nieuwe niet meer door Nederlandse schepen wordt aangevoerd. 

### Haringtest
Bekend was ook de jaarlijkse haringtest die het Algemeen Dagblad gedurende dertig jaar uitgevoerd heeft. Dit was in 2017 voor het laatst. Hierbij werd tussen half juni en begin juli bij honderd visverkopers over heel Nederland de nieuw aangevoerde haring gekeurd. De kwaliteit placht te variëren tussen "geel en ranzig" en "frisrood". Deze 'AD-test' was omstreden, omdat het tijdstip van testen potentieel grote invloed heeft op de kwaliteit van de haring. Het is immers een natuurproduct. Ook betrof het deels de persoonlijke mening en smaak van de keurders.